# Ernesto Scarone
Ernesto Scarone (Villarrica, 7 de diciembre de1906-Asunción, 22 de abril de 1992) fue un militar paraguayo, héroe de guerra que luchó en la Guerra del Chaco (1932-1935).

## Biografía
Ernesto Ambrosio Scarone López nació en Villarrica en 1906, hijo del argentino Don José Blas Scarone exintendente de Villarrica y de Doña María Inés López.
Luego de terminar sus estudios básicos y a raíz de los turbulentos días de la revolución de 1922, se trasladó a Buenos Aires, donde prosiguió sus estudios.
Motivado por su fuerte vocación por la carrera de las armas, y una vez estabilizada la situación política del país, retornó al país e ingresó directamente al segundo curso en la Escuela Militar, en 1925.
Egresó en el año 1927 como Teniente 2.º de Infantería, y seguidamente destinado a prestar servicios en el RI1 ´´2 de mayo´´, con asiento en Concepción.

### Participación en la guerra del Chaco
-En el Regimiento de Infantería N° 2 “Ytotoró” con asiento en el Fortín “Casanillo” Sector Casado a 160Km al Oeste del Río Paraguay, desde el 24 de septiembre de 1931.
Fue Cmdte de la 1.ª Compañía del 1.er Batallón, cuyo Comandante era el Capitán Abdón Palacios. Esta Unidad ejecutó exitosamente la acción de retoma de Pitiantuta y participó de otras importantes acciones de guerra posteriores.
-Ascendido a Capitán por méritos de guerra en el campo de batalla, frente a Saavedra, en diciembre de 1932.
-Evacuado a retaguardia por enfermedad en el mes de julio de 1933.
-Regresa luego al Regimiento “Pitiantuta” de Infantería N° 18 como Comandante del I Batallón. En enero de 1934 asumió el cargo de Comandante del Regimiento debido al traslado del titular.
- Actuó en la guerra como Comandante de los Regimientos: RI2 Ytororo, RI18 Pitiantuta, RI5 General Díaz, RI8 Piribebuy y RC8 General Duarte.
Ernesto Scarone estuvo en el Chaco desde los días turbulentos de 1928.
Actuó en la guerra del Chaco desde su iniciación en junio de 1932 con el ataque y retoma del Fortín Pitiantuta, donde tuvo una actuación protagónica, hasta la terminación el 12 de junio de 1935 frente a Boyuibe en las estribaciones andinas.

### Servicios prestados a la patria
-Ha prestado sus servicios en el Regimiento de Infantería N° 1 ´´2 de mayo´´ con asiento en Concepción desde el 1 de diciembre de 1927.
-En el mes de diciembre de 1928 a raíz de los encuentros sucesivos entre tropas Bolivianas y Nacionales y la muerte del Tte. 1° Aparicio Figari en el Fortín “Mariscal. López”, recibió orden urgente de marchar inmediatamente desde Concepción, con la 7° Compañía a su mando, para reforzar en el sector Nanawa-Chaco Paraguayo, al Batallón Rivas Ortellado.
-En el Regimiento de Infantería N°5 con asiento en Bahía Negra (Chaco Paraguayo), desde julio de 1929 hasta agosto de 1930.
- Escuela Militar (enero de1931)
- Regimiento de Infantería N°2 “Ytororó” (septiembre de1931)
- Regimiento de Infantería N° 18 “Pitiantuta” (septiembre de1933)
-Comandante del Regimiento de Infantería N° 18 “Pitiantuta” (enero de1934)
- Regimiento de Infantería N° 5 “Gral. Díaz”, con asiento en el Chaco, como Comandante del I Batallón y Jefe de Policías Militares (julio de 1.935)
- Director de la Escuela Militar (nombrado el 24 de febrero de 1938)
-2° División de Infantería (agosto de 1.940)
- Territorio Militar del Chaco (septiembre de 1.940)
-Jefe de Estado Mayor del Territorio Militar del Chaco (diciembre de 1940)
-En agosto de 1941 fue declarado en situación de disponibilidad, y en junio de 1944 se dispone su retiro temporal del Ejército Nacional.
-En diciembre de 1961, en un acto de estricta justicia, se le confiere el merecido ascenso al grado de Teniente Coronel, luego de un largo e injusto marginamiento y pasa a situación de retiro, a su pedido.

### Ascensos
-A Teniente 2° de Infantería, el 23 de noviembre de 1927
-A Teniente 1° de Infantería, el 25 de marzo de 1931
-A Capitán de Infantería, el 3 de diciembre de 1932
-A Mayor de Infantería, el 28 de febrero de 1936
-A Tte. Cnel. D.E.M el 31 de diciembre de 1961.

### Condecoraciones
- “Cruz del Defensor” por méritos de guerra.
- “Cruz del Chaco” por méritos de guerra.
- Medalla de Boquerón por su sacrificada contribución para la victoria de Boquerón.
- “Condecoración Nacional de la Orden Cóndor de los Andes” en el grado de “Oficial´´, máxima distinción otorgada por Estado Plurinacional de Bolivia a ciudadanos que hayan prestado eminentes servicios a la nación o a la humanidad.

### Actividades en la posguerra
En los días que siguieron al conflicto internacional, nuevamente le cupo importante tarea que cumplir, pues fue nombrado delegado paraguayo de la Policía Internacional para guarnecer las poblaciones de Yhacaroysá, Machareti, Tigüipa y Camatyndy, sobre la ruta Villa Montes - Charagua - Santa Cruz.
Una vez retornado a Asunción, luego varios años de servicios en la Región Occidental, Scarone estudió en la Escuela Superior de Guerra obteniendo el brevet de Estado Mayor y Estudios Militares Superiores.
Fue comandante y organizador del Regimiento de Infantería N° 14 Cerro Corá en 1.936.
Profesor de Táctica en la Escuela Militar y Director Interino dela misma, en febrero de 1938.
Debido a su probidad, dedicación y amplio conocimiento del territorio, fue designado jefe de Estado Mayor del Territorio Militar del Chaco.
En 1.939, fue nombrado ayudante militar del Embajador extraordinario boliviano en misión especial en los actos de transmisión de mando presidencial del general José Félix Estigarribia.
Retirado del Ejército, fue empleado del Ministerio de Obras Públicas y Comunicaciones; trabajó en la dirección de construcción de la ruta Villarrica –Ñumí - Caazapá.
También se dedicó a trabajos agrícolas, como productor de caña de azúcar y a tareas pecuarias en su departamento natal.
Hombre activo y multifacético, fue empresario de transporte automotor, de carga y pasajeros.
Escribió el libro ATAQUE Y RETOMA DEL FORTÍN CARLOS A. LÓPEZ en1973 
Así como le cupo estar en el fragor de las batallas chaqueñas; en tiempos de paz no hesitó ante los desafíos de la recuperación económica de posguerra. Fue uno de los principales organizadores de la Sociedad Cooperativa Agropecuaria Nordeste Limitada de Villarrica, de la cual fue gerente general.
Durante varios años fue miembro de Junta Municipal de su ciudad natal Villarrica